# عبدالحسن
عبدالحسن یک نام کوچک عربی به معنی بندهٔ حسن است. افراد سرشناس با این نام از این قرارند:
- عبدالحسن آستانه اصل (متولد ۱۳۲۶)، استاد دانشگاه ایرانی
- عبدالحسن برزیده، نویسنده، بازیگر و کارگردان ایرانی
- عبدالحسن ستارپور مشهور به ستّار (زادهٔ ۱۳۲۸)، خوانندهٔ ایرانی
- عبدالحسن ندیم، پزشک، اپیدمیولوژیست، انگل‌شناس و عضو فرهنگستان علوم پزشکی ایران
- عبدالحسن مقتدائی، سیاست‌مدار، مدرس دانشگاه و مدیر ارشد اجرایی ایرانی
- عبدالحسن کاظمی، بازیکن فوتبال اهل ایران